# پروبولوو
پروبولوو (به چکی: Probulov) یک منطقهٔ مسکونی در جمهوری چک است که در ناحیه پیسک واقع شده‌است. پروبولوو ۳٫۴۷ کیلومتر مربع مساحت و ۵۷ نفر جمعیت دارد و ۴۶۲ متر بالاتر از سطح دریا واقع شده‌است.